# Осмийтригольмий
Осмийтригольмий — бинарное неорганическое соединение
осмия и гольмия
с формулой Ho3Os,
кристаллы.

## Получение
- Сплавление стехиометрических количеств чистых веществ:

{\displaystyle {\mathsf {Os+3Ho\ {\xrightarrow {T}}\ Ho_{3}Os}}}

## Физические свойства
Осмийтригольмий образует кристаллы
ромбической сингонии,
пространственная группа P nma,
параметры ячейки a = 0,7340 нм, b = 0,8985 нм, c = 0,6222 нм, Z = 4,
структура типа карбида железа Fe3C
.